# 안동 봉황사 목조석가여래삼불좌상
안동 봉황사 목조석가여래삼불좌상(安東 鳳凰寺 木造釋迦如來三佛坐像)은 경상북도 안동시 태화동, 봉황사에 사용되는 불상이다. 2015년 12월 28일 경상북도의 유형문화재 제488호로 지정되었다.

## 지정 사유
이 불상들은 중앙의 석가모니불을 중심으로 좌우에 약사불과 아미타불이 협시하고 있는 석가삼존불상으로 조선후기 대웅전에 봉안되었던 일반적인 존상배치를 보이고 있다.
석가불상과 약사불상의 대좌에서 발견된 조성기록과 殿牌 조성기록을 통해 조각승 端應을 비롯한 6명의 조각승들이 1692년에 완성한 삼존상임을 알 수 있다. 단응은 17세기 후반에서 18세기 초반까지 모두 8건의 불상을 수조각승으로서 조성하여 남겼다.
봉황사의 삼불상은 문자기록을 잘 구비하고 있고, 작품의 완성도 또한 높으며
17세기 후반 경북 지역을 무대로 활동한 조각승들의 상황을 잘 보여주는 불상으로서 학술연구에도 매우 중요한 자료라고 판단되므로 有形文化財로 지정한다.

## 같이 보기
- 안동 봉황사

## 참고 자료
- 안동 봉황사 목조석가여래삼불좌상 - 국가유산청 국가유산포털